# Calolampra elegans
Espèce
Calolampra elegans est une espèce de blattes de la famille des blabéridés. Elle est trouvée au Queensland, en Australie.